# قلق على مدار الساعة
قلق على مدار الساعة (بالفرنسية: Sans répit)‏ هو فيلم أكشن إثارة فرنسي من إخراج ريجيس بلوندو وبطولة فرانك جاستمبيد، سيمون أبكاريان ومايكل أبيتبول، عرض الفيلم على منصة نتفليكس في 25 فبراير 2022.

## روابط خارجية
- قلق على مدار الساعة على موقع IMDb (الإنجليزية)
- قلق على مدار الساعة على موقع نتفليكس (الإنجليزية)
- قلق على مدار الساعة على موقع ألو سيني (الفرنسية)
- قلق على مدار الساعة على موقع فيلمافينيتي (الإسبانية)
- قلق على مدار الساعة على موقع قاعدة بيانات الفيلم (الإنجليزية)
- قلق على مدار الساعة على موقع ليتربوكسد (الإنجليزية)
- قلق على مدار الساعة على موقع كينوبويسك (الروسية)

لم يتم العثور على روابط لمواقع التواصل الاجتماعي.